# Приобретённые пороки сердца
Приобретённые поро́ки се́рдца, называемые также кла́панными поро́ками, — нарушение деятельности сердца, обусловленное морфологическими и/или функциональными изменениями одного или нескольких его клапанов. Изменения клапанов могут быть в виде стеноза, недостаточности или их сочетания. Являются результатом инфекционного поражения, воспаления или аутоиммунных реакций, перегрузки и дилатации камер сердца.

## Классификация
Предложено множество классификаций приобретённых пороков.
- По этиологии: ревматический, атеросклеротический, в исходе бактериального эндокардита, сифилитический и т. д.
- по степени выраженности порока, определяющей степень нарушений внутрисердечной гемодинамики: порок без существенного влияния на внутрисердечную гемодинамику, умеренной и резкой степени выраженности
- по состоянию общей гемодинамики: компенсированные, субкомпенсированные и декомпенсированные пороки[2]

### По локализации поражения сердца
1. Моноклапанные пороки (поражён один клапан)
  - Митральный порок
  - Аортальный порок
  - Трикуспидальный порок
2. Комбинированные пороки (поражены два клапана и более)
  - Двухклапанные пороки
    - Митрально-аортальный порок
    - Аортально-митральный порок
    - Митрально-трикуспидальный порок
    - Аортально-трикуспидальный порок

  - Трёхклапанные пороки
    - Аортально-митрально-трикуспидальный порок
    - Митрально-аортально-трикуспидальный порок

### По функциональной форме
1. Простые пороки (поражение только одного клпана)
  - Стеноз
  - Недостаточность
2. Комбинированные пороки — наличие стеноза или недостаточности на нескольких клапанах.[3]
3. Сочетанный — наличие стеноза и недостаточности на одном клапане.

### Типы пороков

| Поражённый клапан       | Стеноз                          | Недостаточность                          |
| Аортальный              | Стеноз аортального клапана      | Недостаточность аортального клапана      |
| Митральный              | Стеноз митрального клапана      | Недостаточность митрального клапана      |
| Трикуспидальный         | Стеноз трикуспидального клапана | Недостаточность трикуспидального клапана |
| Клапан лёгочного ствола | Стеноз клапана лёгочного ствола | Недостаточность клапана лёгочного ствола |

## Этиология
Митральный стеноз является последствием ревматизма у 30—50 % больных.

## Патогенез
В результате нарушения способности клапанов регулировать ток крови между камерами сердца возникают нарушения системного кровотока. Застой крови в малом или большом круге кровообращения.

## Клиническая картина
При минимально выраженных клапанных пороках заболевание может клинически не проявляться. При декомпенсации появляется клиника гемодинамических нарушений в малом или большом кругах кровообращения. Наиболее характерны одышка при физической нагрузке, цианоз кожных покровов, отёки, сердцебиение, боли в области сердца, кашель.

### Клинические проявления недостаточности митрального клапана.
Субъективно — в стадии компенсации жалобы отсутствуют, при снижении сократительной функции левого желудочка и повышении давления в малом круге кровообращения появляются жалобы на:
- одышку вначале при физической нагрузке, а затем и в покое
- сердцебиение
- боли в области сердца ишемического характера (из-за отставаний развития коронарных коллатералей при гипертрофии миокарда)
- сухой кашель

При нарастании симптомов правожелудочковой недостаточности появляются отеки на ногах, боли в правом подреберье (из-за увеличения печени и растяжения её капсулы).
Объективно:
1. осмотр: акроцианоз, набухание шейных вен
2. пальпация: усиленный разлитой верхушечный толчок, смещенный влево и нередко вниз в V или в VI межреберье; сердечный горб (при гипертрофии и дилатации правого желудочка)
3. перкуссия: расширение относительной тупости сердца вначале влево, вверх, а затем и вправо.
4. аускультация: I тон на верхушке сердца ослаблен или отсутствует (так как нет «периода замкнутых клапанов»); систолический шум на верхушке, распространяющийся вдоль V и VI ребер в подмышечную впадину и в точку Боткина и убывающий в конце систолы (возникает из-за прохождения крови из левого желудочка в левое предсердие через узкую щель между створками клапана); акцент II тона над легочной артерией и его расщепление (из-за быстрого захлопывания клапанов при повышении давления).
5. характеристики пульса и АД: характерных изменений не имеют.

### Клинические проявления митрального стеноза
Субъективно — жалобы на:
- одышку вначале при физической нагрузке, затем и в покое; при резком подъёме давления в малом круге кровообращения возможно появления сердечной астмы
- кашель сухой или с небольшим количеством слизистой мокроты
- охриплость голоса (симптом Ортнера)
- кровохарканье (в мокроте появляются сидерофаги — «клетки сердечных пороков»)
- боли в области сердца, сердцебиения, перебои; часто развивается мерцательная аритмия
- слабость, повышенная утомляемость (так как характерна фиксация минутного объёма — отсутствие адекватного увеличения минутного объёма сердца при физической нагрузке)

Объективно:
1. осмотр: на фоне бледной кожи выявляется резко очерченный лиловый «митральный» румянец щек с цианозом губ и кончика носа (facies mitralis); усиленная эпигастральная пульсация правого желудочка («сердечный толчок»); отсутствие или ослабление верхушечного толчка (так как левый желудочек не увеличен в объёме и смещен гипертрофированным правым желудочком)
2. пальпация: при пальпации верхушки сердце, особенно после физической нагрузки в положении на левом боку на выдохе — диастолическое дрожание («кошачье мурлыканье» — из-за колебаний крови при прохождении её через суженное митральное отверстие); симптом двух молоточков Нестерова — если положить руку ладонью на верхушку, а пальцами на область II межреберья слева от грудины, то хлопающий I тон ощущается ладонью как первый «молоточек», а акцентированный II тон ощущается пальцами как второй «молоточек»; сердечный горб.
3. перкуссия: смещение границ относительной тупости сердца вверх (за счёт гипертрофии левого предсердия) и вправо (за счёт расширения правого желудочка), при этом границы абсолютной сердечной тупости увеличиваются больше, чем относительной (так как за счёт расширения правого желудочка сердце, раздвинув края лёгких, прижимается к грудной стенке своей правой увеличенной половиной).
4. аускультация: усиленный (хлопающий) I тон над верхушкой сердца (в диастолу левый желудочек не наполняется кровью в достаточной мере и быстро сокращается); дополнительный III тон на верхушке (тон открытия митрального клапана; связан с резким движением створок митрального клапана в начале диастолы); I тон + II тон + щелчок открытия митрального клапана — трехчленный ритм на верхушке сердца — ритм «перепела»; диастолический шум на верхушке сердца, возникающий в различные периоды диастолы:
  1. протодиастолический шум — возникает в начале диастолы, связан с движением крови через суженное отверстие из-за разности давления в предсердии и желудочке; убывающий, низкого рокочущего тембра (пальпаторный эквивалент — «кошачье мурлыканье»), выслушивается на ограниченном пространстве, лучше после физической нагрузки, на левом боку, на выдохе, не проводится.
  2. пресистолический шум — возникает в конце диастолы за счёт активной систолы предсердий; имеет нарастающий характер, исчезает при мерцательной аритмии
5. характеристика пульса и АД: различный пульс (симптом Попова) — пульс на левой лучевой артерии слабее, чем на правой из-за сдавления левой подключичной артерии увеличенным левым предсердием; АД имеет тенденцию к снижению из-за уменьшения сердечного выброса.

### Клиническая картина аортального стеноза
Субъективно — длительно протекает бессимптомно, основные жалобы появляются при сужении аортального отверстия на 2/3 нормы (менее 0,75 см2):
- сжимающие боли за грудиной при физической нагрузке (снижение коронарного кровообращения).
- головокружение, обмороки (ухудшение мозгового кровообращения);

В дальнейшем при снижении сократительной функции левого желудочка появляются: приступы сердечной астмы; одышка в покое; повышенная утомляемость (обусловлена отсутствием адекватного возрастания минутного объёма сердца при физической нагрузке).
При появлении застойных явлений в большом круге кровообращения больные жалуются на: отеки нижних конечностей; боли в правом подреберье (связаны с увеличением печени и растяжением капсулы).
Объективно:
1. осмотр: бледность кожных покровов (из-за спазма сосудов кожи как реакции на малый сердечный выброс), акроцианоз (при декомпенсации), отеки нижних конечностей, набухание шейных вен, выраженный верхушечный толчок.
2. пальпация: пальпируется разлитой «высокий» резистентный верхушечный толчок, смещенный вниз (VI межреберье) и влево (до передней подмышечной линии); в точке Боткина и особенно во втором межреберье справа от грудины (над аортой) часто определяется систолическое дрожание («кошачье мурлыканье»), возникающее из-за завихрения крови при прохождении через суженное аортальное отверстие.
3. перкуссия: расширение левой границы относительной тупости сердца, увеличение размеров поперечника сердца (аортальная конфигурация сердца).
4. аускультация: первый тон ослаблен (за счёт медленного сокращения левого желудочка и удлинения систолы), второй тон ослаблен над аортой (а при неподвижности сросшихся створок аортального клапана он может совсем исчезать); грубый, нарастающе-убывающий систолический шум с эпицентром над аортой, проводится на сонные артерии, усиливается при выслушивании больного на правом боку с задержкой дыхания во время выдоха.
5. характеристика пульса и АД: пульс малый, медленный и редкий (кровь в аорту проходит медленно и в меньшем количестве); систолическое АД снижено, диастолическое нормальное или повышено, пульсовое давление уменьшено.

### Клиническая картина аортальной недостаточности
Субъективно — в стадии компенсации порока общее самочувствие удовлетворительное, лишь иногда больные ощущают сердцебиение (из-за компенсаторной тахикардии) и пульсацию за грудиной (из-за перемещения увеличенного объёма крови из левого желудочка в аорту и обратно), при декомпенсации жалобы на:
- боль в области сердца стенокардитического характера, плохо или некупирующиеся нитроглицерином (обусловлены относительной коронарной недостаточностью за счёт гипертрофии миокарда, ухудшением кровенаполнения коронарных артерий при низком диастолическом давлении в аорте и из-за сдавления субэндокардиальных слоёв избыточным объёмом крови)
- головокружение, наклонность к обморокам (связаны с нарушением питания мозга)
- одышку вначале при физической нагрузке, а затем и в покое (появляется при снижении сократительной функции левого желудочка)
- отеки, тяжесть и боль в правом подреберье (при развитии правожелудочковой недостаточности)

Объективно:
1. осмотр: бледность кожных покровов (вызвана малым кровенаполнением артериальной системы во время диастолы); пульсация периферических артерий — сонных («пляска каротид»), подключичных, плечевых, височных; ритмичное, синхронное с пульсом покачивание головы (симптом Мюссе); ритмичное изменение цвета ногтевого ложа и губ при легком надавливании прозрачным стеклом на слизистую губ, на конец ногтя, так называемый капиллярный пульс (симптом Квинке).
2. пальпация: верхушечный толчок определяется в шестом, иногда в седьмом межреберье, кнаружи от среднеключичной линии, разлитой, усиленный, приподнимающий, куполообразный.
3. перкуссия: граница относительной сердечной тупости смещена вниз и влево, увеличены размеры поперечника сердца и ширина сосудистого пучка (аортальная конфигурация).
4. аускультация: I тон на верхушке сердца ослаблен (створки митрального клапана захлопываются с меньшей амплитудой вследствие переполнения левого желудочка кровью, давление в полости левого желудочка нарастает медленно при отсутствии периодов замкнутых клапанов); II тон на аорте при ревматическом пороке ослаблен, при сифилитическом и атеросклеротическом — звучный, иногда усилен и даже с металлическим оттенком; шумы:
  1. органический шум — мягкий, дующий протодиастолический шум над аортой, проводящийся к верхушке серд-ца; при ревматическом пороке данный шум не грубый, лучше выслушивается в точке Боткина-Эрба, при сифилитическом пороке — шум более грубый, лучше выслушивается во втором межреберье справа
  2. функциональные шумы: систолический шум на верхушке (относительная недостаточность митрального клапана при большом расширении левого желудочка); диастолический, пресистолический шум Флинта (обратный ток крови во время диастолы из аорты в желудочек происходит со значительной силой и оттесняет створку митрального клапана, что создаёт функциональный стеноз митрального отверстия, и во время диастолы создается препятствие току крови из левого предсердия в желудочек).

На бедренной артерии выслушивается двойной тон Траубе (как результат колебаний стенки сосуда во время систолы и во время диастолы) и двойной шум Виноградова-Дюрозье (первый шум стенотический — обусловлен током крови через суженный стетоскопом сосуд; второй — ускорением обратного кровотока по направлению к сердцу во время диастолы).
1. характеристика пульса и АД: пульс скорый, высокий, большой (из-за большого пульсового давления и увеличенного объёма крови, поступающего в аорту во время систолы); систолическое АД повышается, диастолическое понижается, пульсовое давление повышается.

## Диагностика
В настоящее время наиболее эффективным методом диагностики является ЭХО-кардиоскопия с доплерографией, которая позволяет оценить выраженность порока и степень его декомпенсации.
Помимо этого, проводится ЭКГ и суточный мониторинг ЭКГ для установления ритма сердца, а также фонокардиография для регистрации тонов и шумов сердца. Для уточнения вида порока сердца проводится рентгенограмма.
Не стоит забывать о 4 стандартных методах диагностики: осмотре, пальпации, перкуссии, аускультации. В частности, при митральном стенозе можно выслушать трёхчленный тон — ритм перепела.

## Лечение
Для ликвидации воспаления — медикаментозное.
Для полного излечения — хирургическое.

## Прогноз
При адекватно проведённом хирургическом лечении условно благоприятный, возможна полная компенсация нарушений гемодинамики.